# Le Feu sacré (roman, 1996)
Pour les articles homonymes, voir Le Feu sacré.
Le Feu sacré (titre original : Holy Fire) est un roman de science-fiction de l'écrivain américain Bruce Sterling publié en 1996.

## Résumé
L'auteur imagine une société future où le progrès technique et médical permet à l'homme de vivre 200 ans (cf. transhumanisme), si bien que capital et pouvoir politique sont aux mains de vieillards (gérontocratie). Dans une telle situation, les jeunes, désespérant de l'avenir, se replient dans un monde parallèle.
Ce récit d'anticipation est un clin d'œil au jeunisme qui caractérise aujourd'hui la plupart des sociétés occidentales.